# Общество Генри Джексона
Общество Генри Джексона — независимое британское общественное объединение. Основано при Кембриджском университете в 2005 году. Названо в честь американского сенатора-демократа Генри Джексона. Цель — исследования различных аспектов международной политики Великобритании.

## История
Общество было основано в 2005 году и названо в честь американского сенатора-демократа, воинственного противника коммунизма (англ. anticommunist defence hawk) и сторонника интервенционизма.
История общества началась в колледже Петерхаус (Кембриджский университет), где группа «Правые из Петерхауса» (англ. Peterhouse Right) сформировалась уже в 1960—1970-х годах вокруг Мориса Коулинга; позже общество переехало в Лондон.
В 2011 году в общество влилась антимусульманская группа Центр социальной сплочённости.

## Политические позиции
Формально общество позиционирует себя как двухпартийное, но на практике в нём доминируют сторонники тори, лишь небольшое число лейбористов готовы согласиться с весьма правой идеологией общества. Большинство членов с левой или либеральной ориентацией покинули общество после его слияния с Центром социальной сплочённости.
Тесные связи с консерваторами ставят под сомнение благотворительный статус общества, особенно в связи с попыткой его исполнительного директора, Алана Мендосы, избраться в парламент в 2015 году (законы Великобритании запрещают благотворительным организациям преследовать какие-либо политические цели).
Общество выступает за внешнюю политику, направленную на защиту прав человека во всем мире с использованием как мирных, так, при необходимости, и военных методов и средств.
Выбор названия общества озадачил комментаторов. Уже в 2006 году, разбирая первую публикацию общества, Сэмюэль Бриттен не смог понять, почему общество с чётко интервенционистской направленностью названо в честь политического деятеля с весьма разнообразными взглядами: Джексон, в числе прочего, был ещё и защитником природы, противником крупных корпораций, горячим сторонником профсоюзов и «Нового курса» Рузвельта. По мнению Бриттена, позиция общества скорее напоминала идеи Пальмерстона, который в XIX веке помогал отдельным маленьким народам «освободиться» с помощью британских канонерок. По мнению Гриффина с соавторами, название было выбрано как раз удачно, так как поддержка Джексоном прогрессивных идей была ограниченной, но он, подобно современным неоконсерваторам проявлял неограниченную поддержку в отношении Израиля и применения военной силы со стороны США (при этом, как и большинство неоконов, лично уклонился от поездки на фронт) и всячески препятствовал разрядке напряжённости.

## Задачи
По заявлениям общества, его задачи заключаются в продвижении принципов свободы, конституционной демократии, трансатлантического сотрудничества, ясной международной политики, а также политики обеспечения внутренней и внешней безопасности Великобритании. По сообщению официального сайта Общества:

Не представляя никакое из политических течений, мы даем платформу тем, кто согласен с этими принципами или хочет больше о них узнать.

## Финансирование
По утверждению самого общества, оно существует за счет частных пожертвований. Доходы общества быстро выросли после 2009 года:
- £4082 в 2005 году;
- £1806 в 2006;
- £37 742 in 2007;
- £86 128 in 2008[2];
- £98 000 в 2009 году;
- £321 000 в 2010;
- £815 000 в 2011;
- £1 313 000 в 2013[4].

Общество отказывается огласить список доноров или детализировать свои расходы (ограничиваясь общей формулировкой «исследования политики»). Однако, Гриффин с соавторами смогли установить 13 крупных доноров, пожертвования которых шли через их благотворительные фонды (такие фонды должны публиковать информацию о своих пожертвованиях согласно законам США и Великобритании). Эта группа доноров сильно пересекается с организациями по поддержке Израиля (12 доноров из 13) и Консервативной партии Великобритании. Исследователи также связали значительный рост пожертвований в 2012 году с присоединением Центра социальной сплочённости.

## Пропаганда
Для объяснения своей поддержки войны в Ираке, Общество распространяет «опасное заблуждение» — «невероятный миф» о том, что ИГИЛ — это порождение Саддама Хуссейна. Так, член Общества Кайл Ортон (англ. Kyle Orton) в статье в Нью-Йорк Таймс утверждал, что Саддам поощрял салафистов, которые потом якобы составили костяк ИГИЛ. Сэмюэль Хелфонт и Майкл Брилл (англ. Samuel Helfont and Michael Brill) проанализировали легкодоступные сегодня иракские архивы (протоколы партии Баас хранятся в Гуверовском институте) и подтвердили общеизвестный факт: Саддам не любил исламского экстремизма в любом его проявлении; Хелфонт и Брилл пришли к выводу, что «Баас-салафистская» теория происхождения ИГИЛ неверна. То же отмечают и другие исследователи.

## Центр исследования России
В середине 2012 при Обществе был создан «Центр исследования России». Цель Центра — поддержка российских правозащитников и гражданских активистов в разоблачении коррупции и правонарушений на высшем уровне. В частности, центр занимается кампанией по делу Сергея Магнитского.
Глава центра, Майкл Вайс (англ. Michael Weiss), позиционирует себя как эксперт одновременно по России и Сирии, хотя не знает ни русского, ни арабского языков и не провёл заметного времени ни в одной из этих стран. По совместительству Вайс также является редактором журнала англ. The Interpreter, владельцем которого является Павел Ходорковский.
По мнению журналистов RT, Вайс типичен для новой волны «экспертов по России». В отличие от специалистов прошлых лет, которые проводили годы жизни в России, осваивали русский язык или активно занимались научными исследованиями по российской тематике, новые «эксперты» практически ничего о России не знают, но бесконечно о ней разглагольствуют.